# 3-as busz (Budapest)

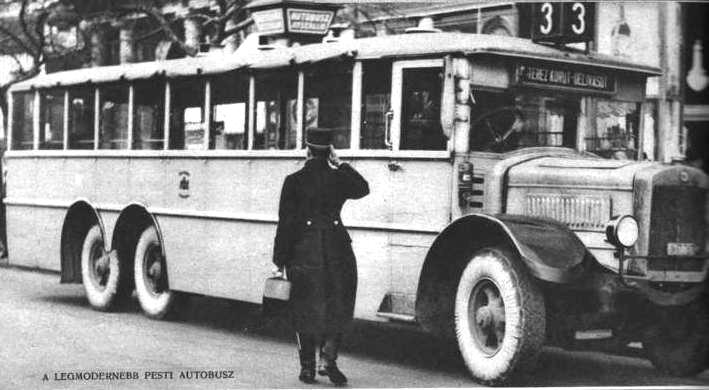
A korábbi 3-as busz

A budapesti 3-as jelzésű autóbusz a Móricz Zsigmond körtér és Nagytétény, ipartelep között közlekedett. A járatot a Budapesti Közlekedési Zrt. üzemeltette.

## Története

### A „lánchídi” 3-as járat
Az első 3-as viszonylat a második legrégebbi budapesti (és a legrégebbi Budát is érintő) buszjárat volt. Az új viszonylaton 1924. szeptember 27-én indultak az autóbuszok 3-as jelzéssel a Vilmos császár (Bajcsy-Zsilinszky) út – Lánchíd – Krisztina tér útvonalon, majd egy évvel később az Oktogon – Lánchíd – Krisztina tér útvonalon, négy év elteltével pedig már az Oktogon – Lánchíd – Déli pályaudvar útvonalon jártak. 1926. szeptember 10-én indult el a 3-as buszjárathoz kapcsolódó 3V jelzésű kiegészítő viszonylat körforgalmi jelleggel a Krisztina tér – Mészáros utca – Pálya utca – Győző utca – Győri utca – Csörsz utca – Avar utca – Csend (Hegyalja) út – Mészáros utca – Krisztina tér útvonalon. (A „V” kiegészítő betűjelzés arra utalt, hogy a viszonylat létrehozásának egyik célja a Vöröskereszt kórház jobb megközelíthetőségének lehetővé tétele volt.) Mivel azonban ennek a viszonylatnak alig volt közös megállója a 3-as járattal – csak a Krisztina tér, ahol leágazott annak vonaláról –, észszerű volt önálló számmal való megjelölése, és hamarosan át is számozták 4-essé. Az 1930-as évek végétől a 3-as a Mussolini tér – Andrássy út – Gróf Tisza István út – Ferenc József tér – Lánchíd – Clark Ádám tér – Alagút – Mikó utca – Krisztina körút – Gömbös Gyula utca – Déli pályaudvar – Nagyenyed utca – Németvölgyi út – Frey Oszkár utca útvonalon közlekedett, de Budapest ostroma miatt később (1944. december 12.) megszűnt.
Négy év múlva, 1948 októberében a Nyugati pályaudvartól az Alkotmány utcán, a Kossuth hídon, a Fő utcán, az Alagúton és a Krisztina téren át Déli pályaudvarig indult újra, december 6-ától pedig a Szabolcs utcai Kórház – Nyugati pályaudvar – Kossuth híd – Déli pályaudvar – Királyhágó tér útvonalon közlekedett. A viszonylat a következő években (feltehetőleg a Duna-hidak újjáépítésével, az azokon újrainduló tömegközlekedéssel kapcsolatos járatátszervezések során) végleg megszűnt.

### A dél-budai 3-as busz
1951. november 21-én 3-as jelzéssel új járat indult a Móricz Zsigmond körtér és Budafok, Dózsa György (Városház) tér között, a Fehérvári úton át, majd egy évvel később már a Dózsa György tértől a Vasút utcáig, 1971-től pedig Nagytétény, MÁV-állomásig közlekedett. 1973-ban 103-as jelzéssel új gyorsjárat közlekedett a Móricz Zsigmond körtér és Nagytétény, Angeli utca között, ennek viszonylatjelzése 1977-ben 3-asra módosult, az 1960-as években, Nagytétény, Angeli utca és Chinoin között indított 13B pedig a 103-as jelzést kapta. 1979. december 1-jétől a 3-as autóbuszok Nagytétény, Chinoinig közlekedtek.
1985. január 1-jétől éjszakai is járt, a 3É jelzésű éjszakai autóbuszjárat a Móricz Zsigmond körtér és Nagytétény, Landler Jenő utca között járt, ennek szerepét 2005. szeptember 1-jétől a 173-as busz Újpalotai végállomásáig közlekedő 973-as busz vette át.
1985. május 1-jétől a 3-as autóbuszok újra csak a Nagytétény, MÁV-állomásig jártak, a 3-as buszokat pedig Nagytétény, Chinoinig hosszabbították. 1995-ben módosult a 3-as busz útvonala, Nagytétény felé a Budafoki úton, a Móricz Zsigmond körtér felé a Budafoki út – Hengermalom út – Fehérvári úton át közlekedtek, majd 2000-től már mindkét irányban a Budafoki úton jártak.
2002. november 4-étől három hajnali, illetve egy délutáni járat a Chinoin helyett a Harbor Parkig közlekedett, ahonnan reggel egy, délután pedig három járat indult vissza a Móricz Zsigmond körtérre. Ezek a járatok a Vegyépszer és a Nagytétény, Chinoin megállókat nem érintették.
2006. február 1-jétől alacsony padlós Volvo 7700A buszok is jártak a vonalon, illetve további időpontokban indítottak járatot a Harbor Parkba, ezek többsége fordulás után a Chinoinig is kiment már, illetve a Móricz Zsigmond körtér felé is voltak Chinointól induló és Harbor Parkot érintő járatok.
2008. február 1-jétől a 4-es metró építése miatt a Fehérvári út helyett a Bercsényi utca – Váli utca – Siroki utca útvonalon közelítette meg Móricz Zsigmond körtéri végállomását.
2008. szeptember 6-án a 3-as buszok az azonos számú villamosviszonylat miatt a 33-as, illetve 33A jelzést, a 3-as járat pedig a 33E jelzést kapta.
2019. szeptember 7-én ismét közlekedett egy napig R3-as jelzésű retrójáratként. A vonalon a BPO-477 rendszámú Ikarus 280-as nosztalgia-autóbusz közlekedett.

## Útvonala
| Nagytétény, Chinoin felé | Móricz Zsigmond körtér (Karinthy Frigyes út) felé |
| --- | --- |
| Móricz Zsigmond körtér (Karinthy Frigyes út) vá. – Bercsényi utca – Október huszonharmadika utca – Budafoki út – Hunyadi János út – Kitérő út – felüljáró – Leányka utca – Kossuth Lajos utca – Nagytétényi út – (Harbor Park 3-as kapu – Harpor Park – Campona utca – Nagytétényi út –) Dűlő utca – Bányalég utca – Nagytétény, Chinoin vá. | Nagytétény, Chinoin vá. – Bányalég utca – Dűlő utca – Nagytétényi út – (Harbor Park 3-as kapu – Harpor Park – Campona utca – Nagytétényi út –) Mária Terézia utca – Leányka utca – felüljáró – Kitérő út – Hunyadi János út – Budafoki út – Október huszonharmadika utca – Bercsényi utca – Váli utca – Siroki utca – Móricz Zsigmond körtér (Karinthy Frigyes út) vá. |

## Megállóhelyei
| 0  | 0  | Móricz Zsigmond körtér (Karinthy Frigyes út) végállomás       | 38 | 43 | 3, 7, 7E, 27, 40, 40E, 47-49V, 149V, 153, 173, 173E, 188E, 240E 6, 18, 19, 41, 41A, 56, 61 |
| 1  | 1  | Október huszonharmadika utca (↓) Bercsényi utca (↑)           | 36 | 41 | 3                                                                                          |
| 3  | 3  | Szerémi sor (↓) Október huszonharmadika utca (↑)              | 34 | 39 | 86, 149V, 212, 233E 4                                                                      |
| 4  | 4  | Prielle Kornélia utca (↓) Dombóvári út (↑)                    | 32 | 37 | 103                                                                                        |
| 5  | 5  | Kelenföldi Erőmű                                              | 31 | 36 | 3, 103, 233E Távolsági járatok                                                             |
| 7  | 7  | Hengermalom út                                                | 30 | 35 | 3, 103                                                                                     |
| 8  | 8  | Galvani utca                                                  | 29 | 34 |                                                                                            |
| 9  | 9  | Budafoki út 215.                                              | 28 | 33 |                                                                                            |
| 9  | 9  | Kondorosi út                                                  | 28 | 33 |                                                                                            |
| 10 | 10 | Építész utca                                                  | 27 | 32 | 3                                                                                          |
| 11 | 11 | Vegyész utca                                                  | 26 | 31 |                                                                                            |
| 15 | 15 | Leányka utca                                                  | 22 | 27 | 14, 58, 114, 233E 56                                                                       |
| 16 | 16 | Savoyai Jenő tér                                              | 21 | 26 | 14, 58, 114, 150, 233E, 250 56                                                             |
| 17 | 17 | Városház tér                                                  | 20 | 25 | 3, 14, 58, 114, 150, 233E, 250 56 Budafok-Belváros                                         |
| 18 | 18 | Tóth József utca                                              | 18 | 23 | 14, 58, 114, 150, 250                                                                      |
| 20 | 20 | Vágóhíd utca                                                  | 17 | 22 | 14, 114, 233E                                                                              |
| 21 | 21 | József Attila utca                                            | 16 | 21 | 3, 14, 114, 233E Budafok-Háros                                                             |
| 22 | 22 | Háros utca                                                    | 15 | 20 | 14, 114, 233E                                                                              |
| 24 | 24 | Jókai Mór utca                                                | 13 | 18 | 3, 14, 50, 114, 138, 233E                                                                  |
| 25 | 25 | Lépcsős utca                                                  | 12 | 17 | 3, 14, 50, 114, 138, 233E Budatétény                                                       |
| 27 | 27 | Budatétényi sorompó                                           | 10 | 15 | 3, 13, 14, 113, 113A, 114, 233E Helyközi buszok                                            |
| 28 | 28 | Dózsa György út                                               | 9  | 14 | Helyközi buszok                                                                            |
| 29 | 29 | Tenkes utca                                                   | 8  | 13 | 3 Helyközi buszok                                                                          |
| 30 | 30 | Bartók Béla út                                                | 7  | 12 | 3 Helyközi buszok                                                                          |
| 31 | 31 | Petőfi Sándor utca (Kastélymúzeum) (↓) Petőfi Sándor utca (↑) | 6  | 11 | Helyközi buszok                                                                            |
| 32 | 32 | Szabadság utca                                                | 5  | 10 | 3                                                                                          |
| 33 | 33 | Angeli utca                                                   | 4  | 9  | 3, 113, 113A Helyközi buszok                                                               |
| 33 | 33 | Akó utca (↓) Vasút utca (↑)                                   | 3  | 8  |                                                                                            |
| 34 | 34 | Nagytétény, MÁV-állomás                                       | 2  | 7  | 3 Helyközi buszok Nagytétény                                                               |
| ∫  | 38 | Harbor Park                                                   | ∫  | 6  |                                                                                            |
| 36 | 41 | Vegyépszer                                                    | 1  | 1  | Helyközi buszok                                                                            |
| 37 | 42 | Nagytétény, Chinoin végállomás                                | 0  | 0  | Helyközi buszok                                                                            |